# シェフィールド (軽巡洋艦)
シェフィールド (HMS Sheffield, C24) は、イギリス海軍のタウン級軽巡洋艦。艦名はイングランド中部の都市シェフィールドに因む。第二次世界大戦緒戦では、ドイツ海軍のポケット戦艦やシャルンホルスト級戦艦を幾度も追跡した。戦艦ビスマルク追撃戦にも参加し、同艦から砲撃されて小破した。
北極海ではソ連向け援助輸送船団の護衛に従事し、バレンツ海海戦では僚艦と共にドイツ重巡洋艦アドミラル・ヒッパーを撃退した。
北岬沖海戦ではドイツ戦艦シャルンホルストの撃沈に貢献した。ドイツ戦艦ティルピッツ封じ込め作戦にも加わった。地中海戦線で行動していた時期もある。

## 艦歴
シェフィールドはヴィッカース・アームストロング社で1935年（昭和10年）1月31日に起工した。1936年（昭和11年）7月に進水し、1937年（昭和12年）8月に就役した。艦名はイングランド中部の都市シェフィールドに因み、艦の紋章とモットーもシェフィールド市のものをオマージュした内容となっている。軽巡洋艦シェフィールドと市の結びつきは強く、シェフィールド市婦人会から絹製の戦闘旗を寄贈された逸話も残る。
また、シェフィールドの手すりやドアノブには通常用いられる真鍮ではなくステンレスが用いられていたため、その部分が光沢を放っていたことから『ピカピカのシェフ(Shiny Shef)』のあだ名が付けられている。

### 第二次世界大戦

#### 1939年

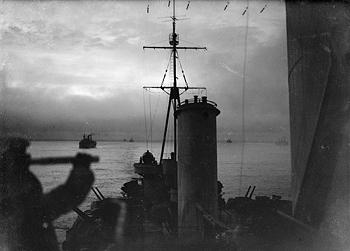
シェフィールドから見た北極船団

1939年9月、第二次世界大戦が勃発。9月25日、北海で哨戒中であった「シェフィールド」と巡洋艦「オーロラ」は爆撃を受けたが、「シェフィールド」の被害は電灯の破損と蒸気管の漏れが生じたのみであった。
同年11月23日、ドイツ海軍のシャルンホルスト級戦艦2隻（グナイゼナウ、シャルンホルスト）が、イギリス軍の仮装巡洋艦ラワルピンディ (HMS Rawalpindi) をフェロー諸島沖海戦で撃沈した。本国艦隊は本土所在のネルソン級戦艦や巡洋戦艦複数隻を出撃させると共に、分散行動中の重巡（シェフィールド、ノーフォーク、サフォーク）などもドイツ艦の捜索に投入した。だがシャルンホルスト級2隻を取り逃がした。

#### 1940年

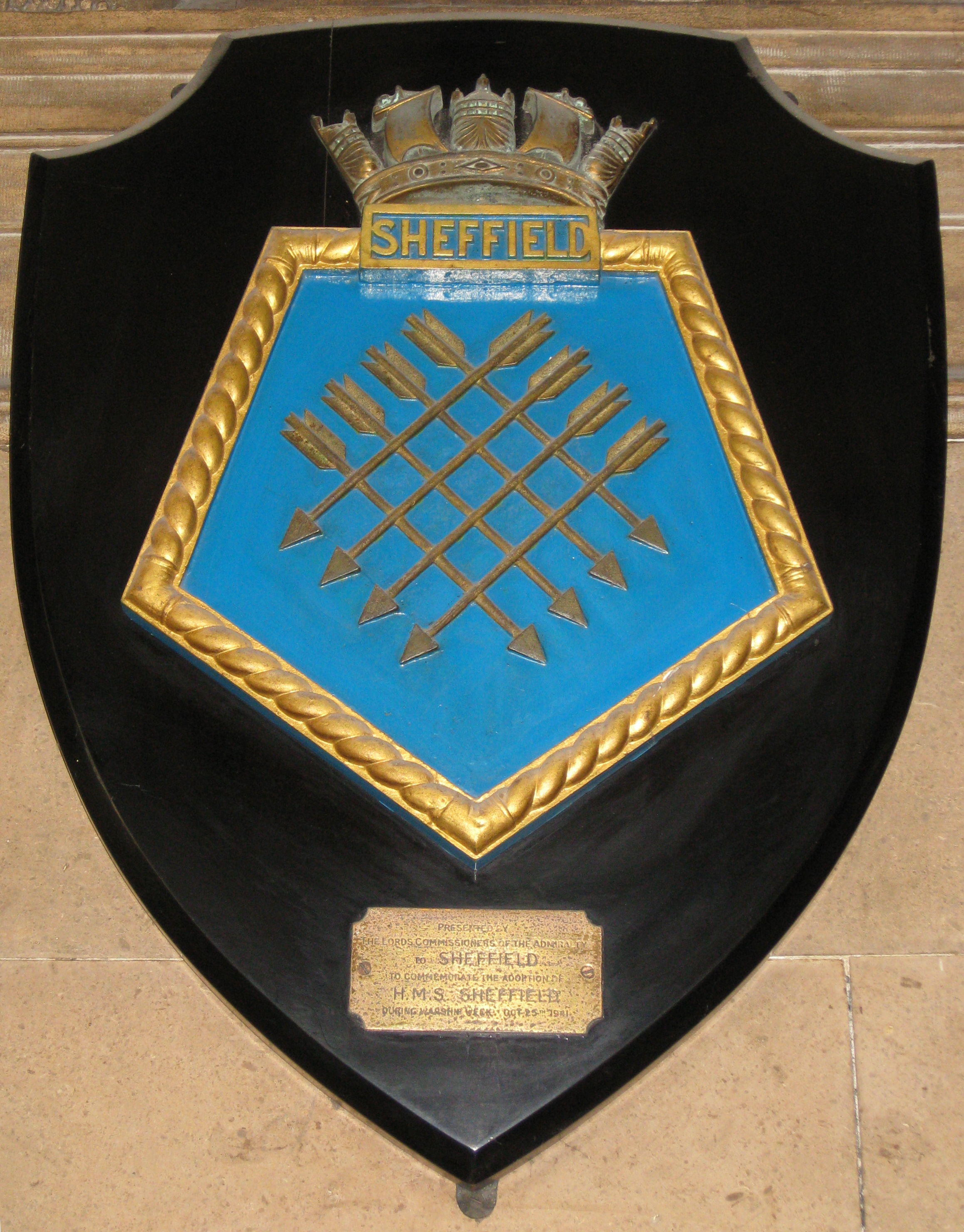
シェフィールド市会館のエントランスに展示されているシェフィールドの紋章。意匠とモットーは命名元であるシェフィールド市のものを基としていた

1940年（昭和15年）4月にはノルウェーの戦いに参加した。イギリスとドイツの双方が中立国ノルウェーの占領を検討し、結局ドイツが先手をとってヴェーザー演習作戦を発動した。連合国軍はナルヴィクを巡る陸戦と海戦で勝利をおさめたが、ドイツ空軍の活動により苦戦し、最終的にノルウェーから撤退した。シェフィールドも海兵隊のナムソス上陸を支援するなど活動したものの、アルファベット作戦発動後は撤退を余儀なくされている。
イギリス海峡での作戦活動後、シェフィールドはジブラルタルを拠点とするH部隊（司令官ジェームズ・サマヴィル中将）に合流した。イタリア王国の参戦後、地中海攻防戦に参加する。連合国軍は航空母艦を利用して地中海のマルタ島に戦闘機を空輸しており、一連の輸送作戦はクラブラン (Club Run) と呼ばれていた。またマルタ向けの増援輸送作戦に従事する。年末まで地中海と大西洋で活動した。
9月、空母イラストリアス (HMS Illustrious, R87) や戦艦ヴァリアント (HMS Valiant) などが地中海艦隊に派遣され、H部隊はこの掩護のために出動した（ハッツ作戦）。続く11月にもスパルティヴェント岬海戦に加わったが、同海戦は決定的な勝敗のつかぬまま終結した。

#### 1941年
1941年（昭和16年）2月9日にはジェノヴァに対する砲撃を行い、ヴィシー政権の船団に対する作戦活動およびマルタへの空襲の支援を担当した。とりわけ、同政権の船団を停船させようとした際にはフランス軍の沿岸砲台や急降下爆撃機と交戦したが、250kg爆弾の至近弾数発を躱して無事帰還した。3月中旬、ドイツ海軍のベルリン作戦によりリュッチェンス提督が率いるシャルンホルスト級戦艦2隻（グナイゼナウ、シャルンホルスト）が大西洋に進出し、通商破壊作戦を実施していた。H部隊はシャルンホルスト級2隻の追跡をおこない、3月20日にアーク・ロイヤル艦載機がリュッチェンス部隊を発見した。だが空襲をおこなう前にドイツ空軍の勢力圏内に逃げ込まれ、そのままフランス西部ブレストに入港するのを見送るしかなかった。
5月23日、空母アーク・ロイヤル (HMS Ark Royal, 91) とフューリアス (HMS Furious, 47) を基幹とするH部隊はマルタ島にハリケーン戦闘機を輸送する任務を完了し、ジブラルタルに帰投した。
このとき、ドイツ海軍はライン演習作戦を発動していた。リュッチェンス提督が率いるドイツ戦艦ビスマルク (Bismarck) と重巡プリンツ・オイゲン (Prinz Eugen) が大西洋に進出しようとしていた。
イギリス海軍本部は重要船団WS8Bの護衛が手薄なことを憂慮し、H部隊に大西洋に出撃してWS8B船団に合流するよう命じた。夜の内に、H部隊はジブラルタルを出撃した。サマヴィル提督は巡洋戦艦レナウン (HMS Renown) に将旗を掲げ、空母アーク・ロイヤル、軽巡シェフィールド、駆逐艦数隻が付き従った。ビスマルク追撃は、山場を迎えつつあったクレタ島の戦いよりも重要視されたのである。
5月24日朝、デンマーク海峡海戦でイギリス巡洋戦艦フッド (HMS Hood) が轟沈し、戦艦プリンス・オブ・ウェールズ (HMS Prince of Wales) が撃退された。海軍本部はH部隊に対しWS8B船団への合流中止と、ビスマルク追撃を命じた。25日午前4時、H部隊は燃料不足に陥った駆逐艦を分離した。サマヴィル提督の懸念は、ブレストに潜むシャルンホルスト級戦艦2隻だったという（Last battle of the battleship Bismarck）。
5月26日午前10時30分、アメリカ海軍のPBYカタリナ飛行艇が北緯49度33分 西経21度47分 / 北緯49.550度 西経21.783度地点で単独でブレストにむけて航行中のビスマルクを発見し、通報した。ビスマルクに最も近い位置にいたのが、H部隊であった。
午後1時15分、サマヴィル提督（レナウン）はシェフィールドに対し「ビスマルクに接近して、後方40マイルに位置して追跡せよ」と命じた。サマヴィル提督はこの事をアーク・ロイヤルに知らせたが、同艦では索敵機との通信を優先していたので、すぐに艦長に伝えられなかった。索敵機は戦艦1隻と巡洋艦1隻の存在を報告した。アーク・ロイヤルでは巡洋艦への攻撃にそなえてフェアリー ソードフィッシュに搭載する魚雷の調停深度をやや浅くし、艦底起爆用の磁気爆発尖をとりつけた。雷撃隊の搭乗員に、シェフィールドが分派されてビスマルク追跡を開始したことは知らされなかった。
午後2時50分、アーク・ロイヤルからソードフィッシュ14機が離陸し、ドイツ艦隊攻撃にむかった。
約40分後、ソードフィッシュのレーダーが軍艦1隻の艦影を発見し、魚雷攻撃を敢行する。ビスマルクは1本煙突で、シェフィールドは2本煙突だったが、雷撃隊は敵味方の区別に失敗した。チャールズ・ラーカム大佐（シェフィールド艦長）はソードフィッシュの行動を自艦に対する雷撃と判断し、回避行動をとる。艦攻14機のうち、魚雷を投下しなかったのは3機だけだった。何本かの魚雷は自爆し、すくなくとも6本がシェフィールドにむかったが、回避に成功した。幸運にも、シェフィールドに命中した魚雷はなかった。
雷撃隊にアーク・ロイヤルから「シェフィールドに注意せよ」という通信が入ったのは、雷撃隊が誤爆して母艦にむけ帰投中のタイミングであった。サマヴィル提督は本国艦隊司令長官ジョン・トーヴィー大将（旗艦キング・ジョージ5世）に「宛本国艦隊司令長官。発Ｈ部隊司令官。推定命中雷数。ナシ」と報告し、誤爆を直ぐに報告することを控えた。
午後5時40分、シェフィールドはビスマルクを視界におさめ、追跡を開始した。午後8時、アーク・ロイヤル第二次攻撃隊（ソードフィッシュ15機）がシェフィールド上空を通過し、軽巡は敵戦艦の方向を指示した。だが指示が間違いだったので、第二次攻撃隊はもういちどシェフィールドに指示を仰ぎ、ビスマルクを発見した。ソードフィッシュ15機は午後9時から午後9時30分にかけてビスマルクを雷撃し、魚雷2本を命中させた。攻撃を終えた雷撃隊のうち何機かはシェフィールドの上空に来て翼をふり、本艦乗組員もこれに応えた。そのとき濛気の中から左回頭中のビスマルクが出現した。ビスマルクの艦尾付近に命中した魚雷1本が舵の機能を奪い、左に急回頭していたのである。ビスマルクは視界に入ったシェフィールドにむけ主砲を発射した。第二斉射がシェフィールドを夾叉し、レーダーも使用不能になった。また弾片により若干の死傷者が出た。シェフィールドは煙幕を展開して西方に退避し、距離をとった。
5月27日朝の戦闘でイギリス側の戦艦2隻と重巡2隻がビスマルクを沈黙させたとき、H部隊（レナウン、アーク・ロイヤル、シェフィールド）も現場にかけつけ「自分の手でとどめをさして良いか」とトーヴィ提督に問い合わせた。ところがトーヴィ提督は「魚雷を有する艦はビスマルクに接近し、これを攻撃すべし」と命令し、ドーセットシャーがビスマルクを撃沈した。
6月12日、油槽船フリードリヒ・ブレム (Friedrich Breme) を撃沈する。別のドイツ補給船コタ・ペナン (Kota Penang) を10月初めに軽巡ケニア (HMS Kenya, C14) と共に破壊した後、シェフィールドは帰還した。シェフィールドはこの年に海軍省指定の複雑な迷彩塗装を施されている。この迷彩は敵の砲撃時の照準を狂わせる効果を狙ったものだったが、不規則かつ非対称で複雑な模様が上部構造物にも及ぶ仕様であったため、乗組員は維持管理に難渋したという。

#### 1942年

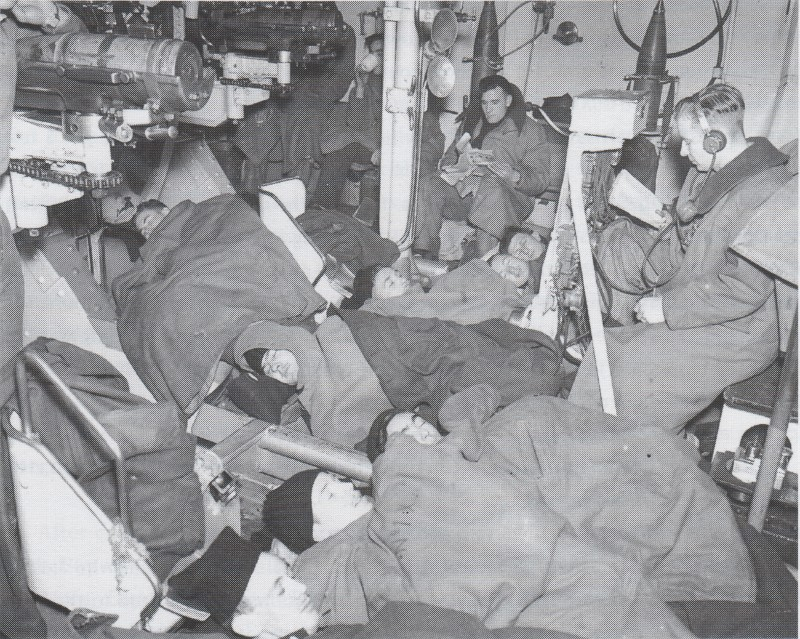
シェフィールドの3番主砲塔内で就寝する乗員

その後は北極船団の護衛に従事するが、1942年（昭和17年）3月3日にアイスランド沖で触雷した。人的損失は1名に留まったが、喫水線までの浸水、艦後部の電気系統喪失、X・Y砲塔が使用不能となり、6ノットの速力でアイスランドに帰還した。応急修理後は本国にて本格的な修理が行われた結果、艦隊復帰は8月までもつれ込んだ。修理後は船団護衛に復帰し、11月にトーチ作戦に参加、連合軍の北アフリカ上陸を支援した。
12月に軽巡シェフィールドとジャマイカ (HMS Jamaica, 44) は R部隊 を形成、シェフィールド座乗のロバート・L・バーネット少将が部隊の指揮を執り、JW51B船団 (Convoy JW 51B) の間接護衛を担当した。
ドイツ海軍はレーゲンボーゲン作戦 (第二次世界大戦)を発動し、オスカー・クメッツ中将が率いる重巡洋艦アドミラル・ヒッパー (Admiral Hipper) と装甲艦リュッツォウ (Lützow) および駆逐艦6隻が北海の援ソ輸送船団を攻撃するために出撃した。
12月31日のバレンツ海海戦で、シェフィールドとジャマイカはJW51B船団を襲っているドイツ艦隊に砲撃を開始、独重巡アドミラル・ヒッパーに命中弾を与えて撤退させた。続いて独駆逐艦フリードリヒ・エッコルト (Z-16，Friedrich Eckoldt) を撃沈し、リヒャルト・バイツェン (Z-4，Richard Beitzen) を撃破した。英軽巡2隻（シェフィールド、ジャマイカ）は戦場から逃走するドイツ艦隊を追跡したが、他の敵艦が存在する可能性もあり、やむをえず追撃を中止した。

#### 1943年以降

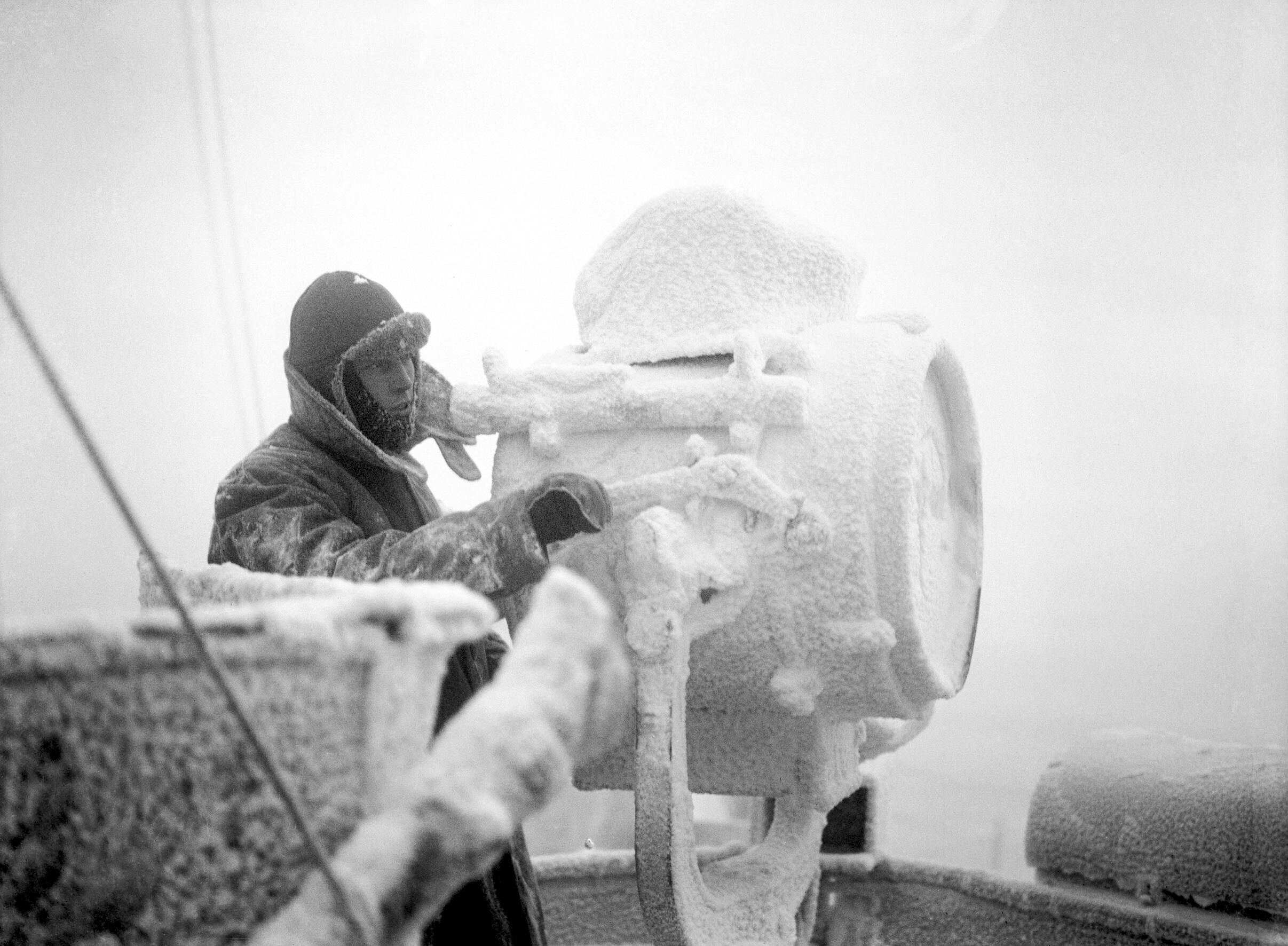
ソ連へ向かう北極船団を護衛中のシェフィールド艦上

1943年（昭和18年）2月、シェフィールドはビスケー湾で活動するために移動した。7月以降は地中海戦域にも姿を見せ、9月上旬のアヴァランチ作戦 (Operation Avalanche) にともなうサレルノ上陸を支援した。
その後北極海に戻り、ソ連向け船団の護衛に従事する。ノルウェーのフィヨルドに潜むドイツ海軍の巨大戦艦ティルピッツ (Tirpitz) は、相変わらず北海の連合軍ソ連向け輸送船団を運航停止させるほどの脅威であった。だが9月22日にイギリス軍の豆潜水艦X艇によるソース作戦 (Operation Source) で大破し、数ヶ月間行動不能となった。リュッツォウも修理と改装のためドイツ本国に戻ったので、北海の脅威は高速戦艦（巡洋戦艦）シャルンホルスト (Scharnhorst) だけになった。連合国は、ソ連向け援助船団を自信をもって運航できるようになった。 
12月下旬、ドイツ海軍はソ連向け補給船団JW 55B (Convoy JW-55B) の撃滅を企図した。修理中の戦艦ティルピッツをフィヨルドで待機させ、12月25日に戦艦シャルンホルスト (Scharnhorst) と駆逐艦5隻を出撃させた（Operation Ostfront）。シャルンホルストに将旗を掲げるドイツ側指揮官のエーリヒ・バイ少将が情報を得るために無線封止を解いてしまったので、イギリス側はドイツ艦隊の出撃を知った。シャルンホルストの出撃を予期していたイギリス海軍は、本国艦隊司令長官ブルース・フレーザー中将直率の主力艦部隊と、バーネット少将の巡洋艦部隊を編成し、船団周辺で警戒していた。
12月26日、イギリス艦隊はシャルンホルスト出撃の情報を得て船団部隊の方向に急行し、まずバーネット少将の英巡洋艦部隊（重巡ノーフォーク、軽巡ベルファスト、シェフィールド）がレーダーで敵艦を捉えて砲撃を開始した。ドイツ側（バイ少将）は手元の駆逐艦をJW55B船団捜索に派遣してしまったので、シャルンホルストは単艦で英艦隊と戦わねばならなかった。英巡洋艦部隊は火力と防御力で不利だったが、数的優勢とレーダーによってJW55B船団を守り切った。シェフィールドはこの海戦でシャルンホルストを目視により最初に確認した艦であり、第2斉射でシャルンホルストに命中弾を与えた。やがて、フレーザー中将の英戦艦デューク・オブ・ヨーク (HMS Duke of York) と軽巡ジャマイカ (HMS Jamaica, 44) および駆逐艦部隊が戦場に到着し、形成は完全に逆転した。英艦隊は逃走するシャルンホルストを追跡して撃沈した。この追撃にシェフィールドも加わったものの、4本のプロペラシャフトのうち左舷内側の1本が故障、艦隊から落伍する羽目となっている。また、シャルンホルストの沈没により、残る脅威は「北方の孤独な女王／ティルピッツ」だけになった。
1944年（昭和19年）には4月から8月まで行われた戦艦ティルピッツ (Tirpitz) との戦闘で、イラストリアス級航空母艦などで編成された空母機動部隊の護衛を担当した。しかしながら空母部隊による戦果は限定的なものであった。
大戦の後半は1945年（昭和20年）5月までボストンで、さらにポーツマスで1946年（昭和21年）半ばまで修理と近代化改装に費やしたため戦闘に参加することはなかった。ボストンの改装ではX砲塔（3番砲塔）の撤去と対空兵装の強化（ボフォース40mm機銃を四連装で4基、連装で10基とエリコン20mm機銃を連装で10基、単装で7基搭載）を、ポーツマスでは主にレーダーなどの電波兵装の更新が行われた。

### 戦後

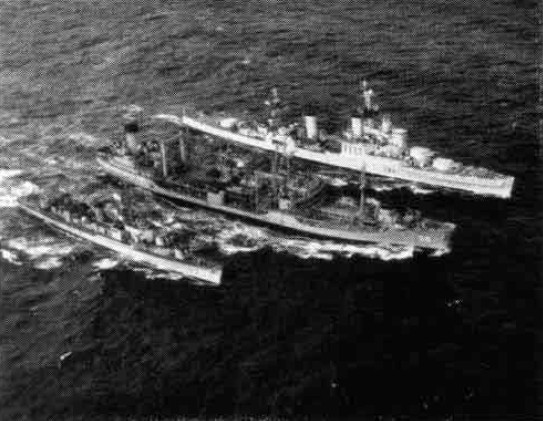
1957年に撮影されたシェフィールド

修理完了後、1946年6月に復帰したシェフィールドはアメリカおよび西インド諸島管区に配備され、司令官ウィリアム・テナント中将の旗艦となりイギリス本国へ帰還する1948年（昭和23年）まで務めた。
1949年（昭和24年）から1951年（昭和26年）までチャタムにおいて改装が行われたが、この時のシェフィールドの改装内容はボフォース40mm機銃の装備（連装4基、単装10基）など比較的小規模なものにとどまった。そのため高角方位盤照準射撃装置（HACS）や四連装ポンポン砲などの第二次世界大戦時からの旧式化した装備の多くを引き続き搭載していた。
1951年の復帰後は本国艦隊とアメリカおよび西インド諸島管区で交互に活動したほか、1953年（昭和28年）にはエリザベス2世女王の戴冠記念観艦式に出席した。
1955年（昭和30年）に短期間地中海艦隊で活動した後、チャタムで1956年（昭和31年）から1957年（昭和32年）まで大規模改装が行われた。この改装では、先の改装で見送られていた近代化が数多く盛り込まれた。これにより旧式化していたシェフィールドの電波兵装が完全に一新され、マストもレーダー類の重量に耐えられるように近代的なラティスマストへ換装されている。また、冷戦下の核戦争に備えて艦橋のエンクローズ化、放射能塵除去用の散水装置などのNBC兵器対策も施されている。
1957年7月に本国艦隊で再就役後、翌1958年（昭和33年）初頭に地中海艦隊へ転籍し、短期間のペルシャ湾での活動を除いて1959年（昭和34年）9月にポーツマスへ帰還するまで地中海で活動している。同年シェフィールドは予備役に編入され、予備役艦隊旗艦となる。その後は司令部及び練習艦として、ポーツマスの予備役施設ベレロフォンにおいてベルファストと交代する1966年（昭和41年）まで使用された。
1964年（昭和39年）にシェフィールドの名が廃棄リストに載った後、保存運動が行われたものの実を結ぶことはなかった。シェフィールドは1967年（昭和42年）にロサイスへ曳航され装備品の撤去が行われた後、ファスレーンにおいてShipbreaking Industries Ltd.の手で解体された。
シェフィールドのステンレス製の艦内時鐘はシェフィールド大聖堂に軍艦旗と共に飾られている。

## 栄典
- シェフィールドは第二次世界大戦の戦功で12個の戦闘名誉章(Battle Honours)を受章した[92]。これは第二次世界大戦の英海軍艦艇で3番目に多い記録であった[注釈 12]。

- NORWAY 1940 - SPARTIVENTO 1940 - ATLANTIC 1941-43 - BISMARCK Action 1941 - MEDITERRANEAN 1941 - MALTA CONVOYS 1941 - ARCTIC 1941-43 - NORTH AFRICA 1942 - BARENTS SEA 1942 - SALERNO 1943 - BISCAY 1943 - NORTH CAPE 1943

## 登場作品

### ゲーム
『アズールレーン』
『艦隊これくしょん』
いずれも各国艦艇を擬人化した育成シミュレーションゲームであり、シェフィールドもキャラクターとして実装されている。

### アニメ
『アズールレーン』
上記ゲームのアニメ化作品。

### 映画
『戦艦シュペー号の最後』
ラプラタ沖海戦を題材にした1956年のイギリス映画。イギリス海軍の軽巡洋艦エイジャックス (HMS Ajax, 22) 役にシェフィールドが使用されている。